# Coscinia caligans
Coscinia caligans är en fjärilsart som beskrevs av Turati 1907. Coscinia caligans ingår i släktet Coscinia och familjen björnspinnare. Inga underarter finns listade i Catalogue of Life.